# Marco Buti
Marco Buti (Molino del Piano, 4 aprile 1957) è un economista e funzionario italiano, dal 2008 al 2019 è stato Direttore Generale per gli Affari Economici e Finanziari dell'Unione Europea.
Ha ricoperto la carica di viceministro delle finanze per la commissione al G7 e al G20.

## Biografia
Dopo aver studiato economia all'Università di Oxford e si laureò all'Università di Firenze.
Entrò a far parte della Commissione europea nel 1987. Dopo aver ricoperto vari incarichi, nel 2006 è diventato vicedirettore generale per gli Affari dell'Economia e delle finanze e ha assunto la direzione nel dicembre 2008.
Nel novembre 2019 è stato nominato capo di gabinetto del commissario europeo agli Affari economici sotto Paolo Gentiloni.

## Opere
- Fiscal Policy in Economic and Monetary Union: Theory, Evidence, and Institutions - 2005
- Will the New Stability and Growth Pact Succeed? An Economic and Political Perspective - 2006